# Pycnolejeunea
Pycnolejeunea là một chi rêu trong họ Lejeuneaceae.